# Gottschedstraße
Gottschedstraße est une rue résidentielle de Leipzig, en Allemagne, dans le quartier dit des théâtres (en allemand: Schauspielviertel) de l'arrondissement de Mitte. Il s'étend sur une longueur d'environ 650 mètres dans une direction est-ouest depuis le Innenstadtring au niveau de l'église Saint-Thomas jusqu'au monument Poniatowski à Elstermühlgraben. Il porte le nom de l'écrivain, théoricien de la littérature et du théâtre Johann Christoph Gottsched (1700-1766). Il est principalement connu comme quartier de pub et de vie nocturne.

## Voies rencontrées

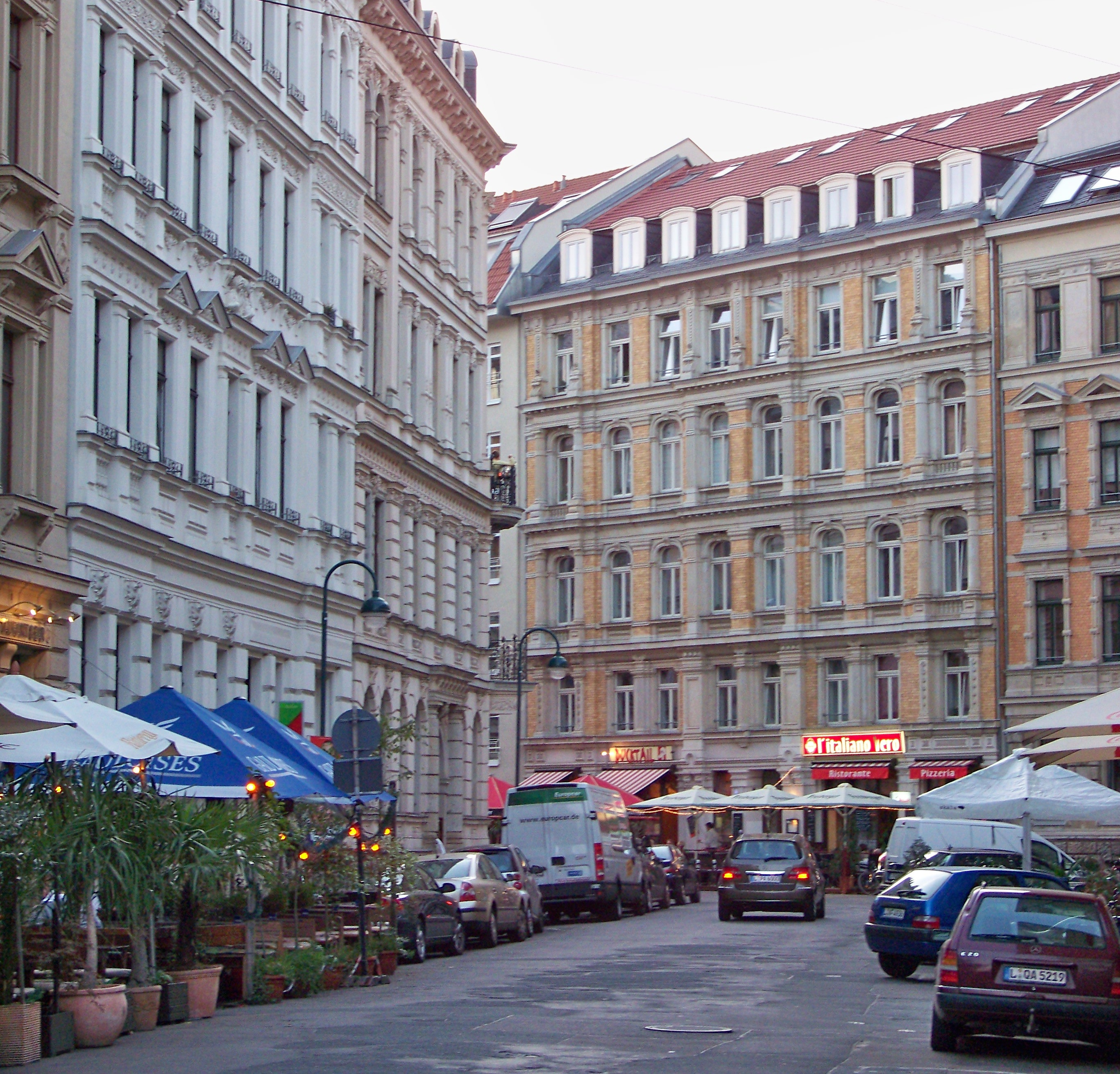
Vue depuis la Käthe-Kollwitz-Straße dans la limite ouest de la Gottschedstraße (2009)

La Gottschedstraße rencontre les voies suivantes, dans l'ordre des numéros croissants, c'est-à-dire vers l'ouest en s'éloignant du centre-ville (« g » indique que la rue se situe à gauche, « d » à droite), entre Dittrichring et Elsterstraße :
1. Zentralstraße (g)
2. Bosestraße (g) (d)
3. Käthe-Kollwitz-Straße (g) (d) avec un arret du tram
4. Thomasiusstraße (g) (d)

## Odonymie et histoire
Depuis 1692, il existait un jardin à la française qui portait le nom de son dernier propriétaire dans le jardin Lehmann du XIXe siècle. Alors que la ville se développait rapidement, un plan de développement de cette zone a été élaboré. L'extension de la Poniatowskistraße (une partie prévue du plan d'aménagement du jardin Lehmann) et la première moitié de la Poniatowskistraße, aménagée en 1867, furent rebaptisées rue Gottsched respectivement en 1881 et 1882,. Cela correspond au tronçon actuel entre la Bosestraße et la Thomasiusstraße. Après le réaménagement des jardins restants autour de l'actuelle Bosestraße, la Gottschedstraße a été étendue jusqu'au Innenstadtring en 1898 ; le dernier tronçon jusqu'au Dittrichring actuel faisait jusque-là partie de la Zentralstraße. Au bout de la rue sur l'actuel Poniatowskiplan, autrefois à l'emplacement du jardin de Gerhard, se trouve encore le monument Poniatowski, qui commémore la mort du général polonais Joseph-Antoine Poniatowski lors de la bataille de Leipzig en 1813.
De 1901 à 1902, le Centraltheater, à l'origine privé, a été construit entre la Gottschedstraße et le Thomasring (aujourd'hui Dittrichring) sur la Bosestraße, qui a été transférée à la propriété municipale en 1912 dans le cadre du Théâtre de Leipzig.
En 1934, la rue reçut sa longueur et son tracé actuels et, le 1er janvier 1934, la partie restante de la Poniatowskistraße fut également rebaptisée Gottschedstraße. Cela a suscité l'indignation des immigrants polonais à Leipzig et a conduit à une note de protestation de la part du gouvernement polonais.

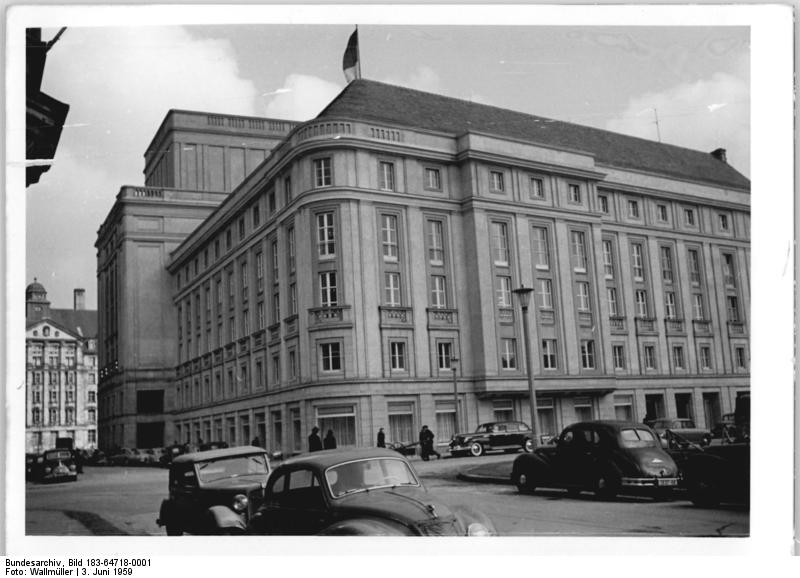
Schauspielhaus (1952)

Le 4 décembre 1943, lors du bombardement de Leipzig pendant la Seconde Guerre mondiale, tous les théâtres de la ville furent lourdement ou complètement détruits. Le Théâtre central, qui fut le moins touché, fut partiellement restauré immédiatement après la fin de la guerre et rouvrit ses portes en tant que théâtre le 19 décembre 1945. Entre 1954 et 1957, le bâtiment fut reconstruit dans un style en partie néoclassique avec l'entrée principale donnant sur Bosestraße et est toujours la scène principale et secondaire (par exemple les anciennes salles Skala et Theater hinterm Eisernen) du Schauspiel Leipzig.
Pendant plusieurs décennies depuis 1957, les vastes archives de danse de l'Académie des arts de la RDA, aujourd'hui Tanzarchiv Leipzig eV, se trouvaient à la Gottschedstraße 16, alors appelée Haus der Kammerspiele.
Au milieu des années 1990, le café Maga Pon avec lavomatique a ouvert ses portes dans l'un des nombreux bâtiments à l'époque à rénover et est rapidement devenu très populaire parmi les étudiants et les artistes de Leipzig. Au cours des années suivantes, d'autres cafés, bars et pubs ont été ouverts et la Gottschedstraße s'est depuis imposée comme l'une des rues des pubs de Leipzig,. Depuis la Coupe du monde de football 2006, la Gottschedstraße est l'un des fan miles de la ville de Leipzig pour les tournois internationaux de football, ainsi que le Championnat d'Europe de football 2024. Lorsque vous voyagez à pied de la station de S-Bahn Markt au stade ou à l' arène couverte de Leipzig, la Gottschedstraße / Elsterstraße est la liaison la plus courte.

## Bâtiments sous protection du patrimoine culturel
Aujourd'hui encore, certains bâtiments de la rue sont constitués de maisons de revenus représentatives situées dans des lotissements fermés, construits à partir de la fin du XIXe siècle et offrant des espaces pour de petites entreprises aux étages inférieurs. Presque tous les bâtiments sont des bâtiments classés, en commençant par la maison numéro 1 (Kosmoshaus), en passant par les numéros 4 (avec une plaque commémorative pour le peintre Max Schwimmer), 6, 8 (théâtre), 9, 11, 12, 13, 15, 16, 17, 18, 19, 20, 21, 22, 23, 25, 28, 29, 30, 31, 32, 33, 34, 35, 36, 37, 38, 39, 40, 41, 44 à 45.

## La synagogue de Leipzig et la commémoration

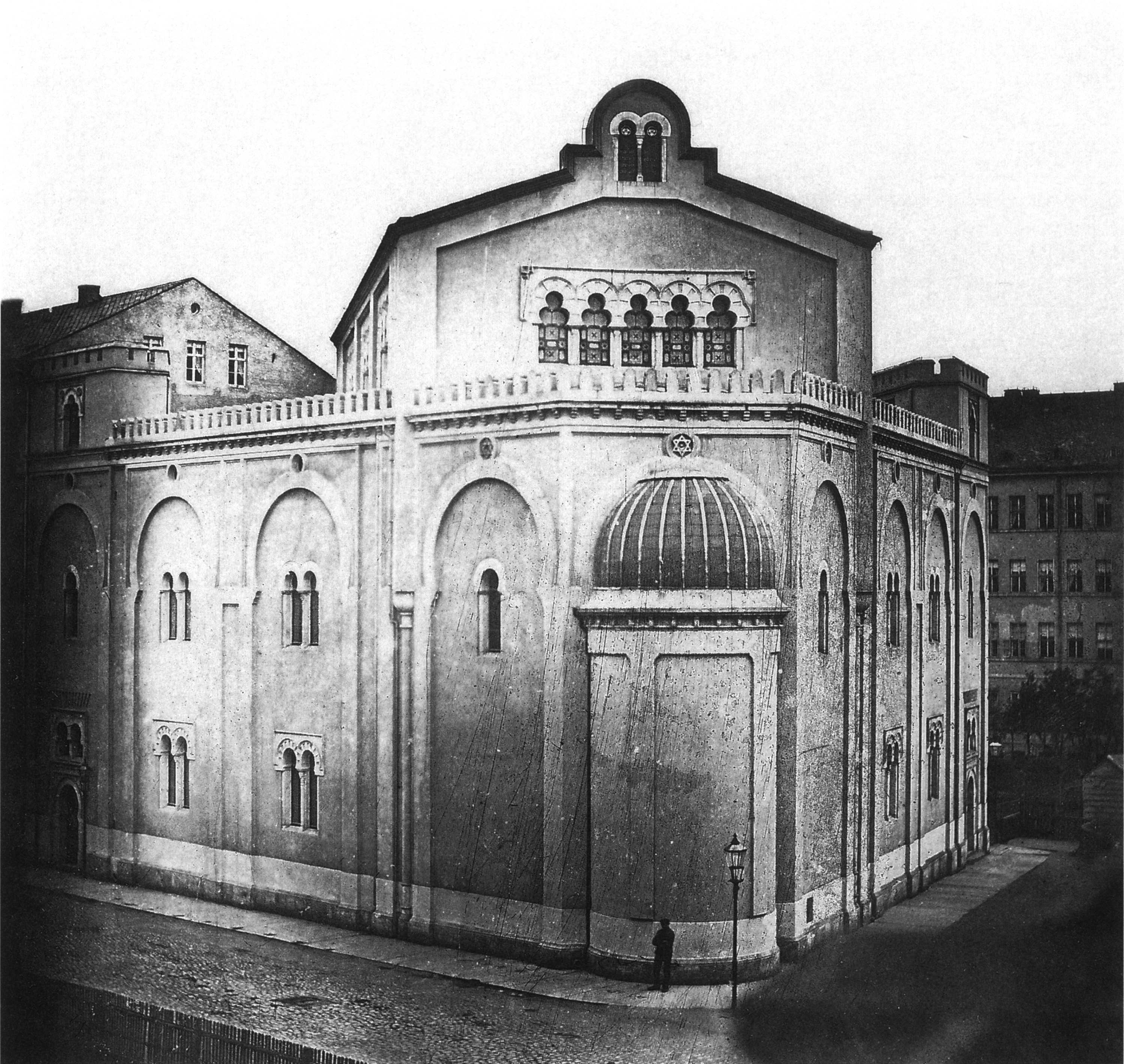
Synagogue de Leipzig, photo prise par Bertha Wehnert-Beckmann, vers 1860

De 1855 à 1938, la synagogue de Leipzig - la synagogue la plus ancienne et la plus importante de Leipzig - était située au Gottschedstraße, à l'angle de la Zentralstrasse, et était de style néo-mauresque. Lors des pogroms de novembre, le bâtiment fut incendié dans la nuit du 9 au 10 novembre 1938 et en grande partie détruit. La communauté religieuse israélite assure alors la démolition des ruines, qui dure jusqu'en février 1939. Immédiatement après la destruction, Hubert Ritter, urbaniste local jusqu'en 1930, soumet une esquisse de projet pour le nouvel aménagement du site pour la Compagnie d'Assurances de Leipzig le 23 décembre 1938, mais elle ne reçut aucune attention. La zone est ensuite restée longtemps en friche et a été largement utilisée comme parking jusqu'en 2000. Depuis 1966, une pierre commémorative à l'emplacement de l'ancienne façade nord commémore la synagogue. En 2001, l'ancien emplacement de la synagogue a été transformé en mémorial à la mémoire des pogroms de novembre 1938. Le mémorial a été conçu par les architectes de Leipzig Sebastian Helm et Anna Dilengite. Il retrace le plan de la synagogue et propose un lieu de mémoire avec 140 chaises en bronze.

Commémoration
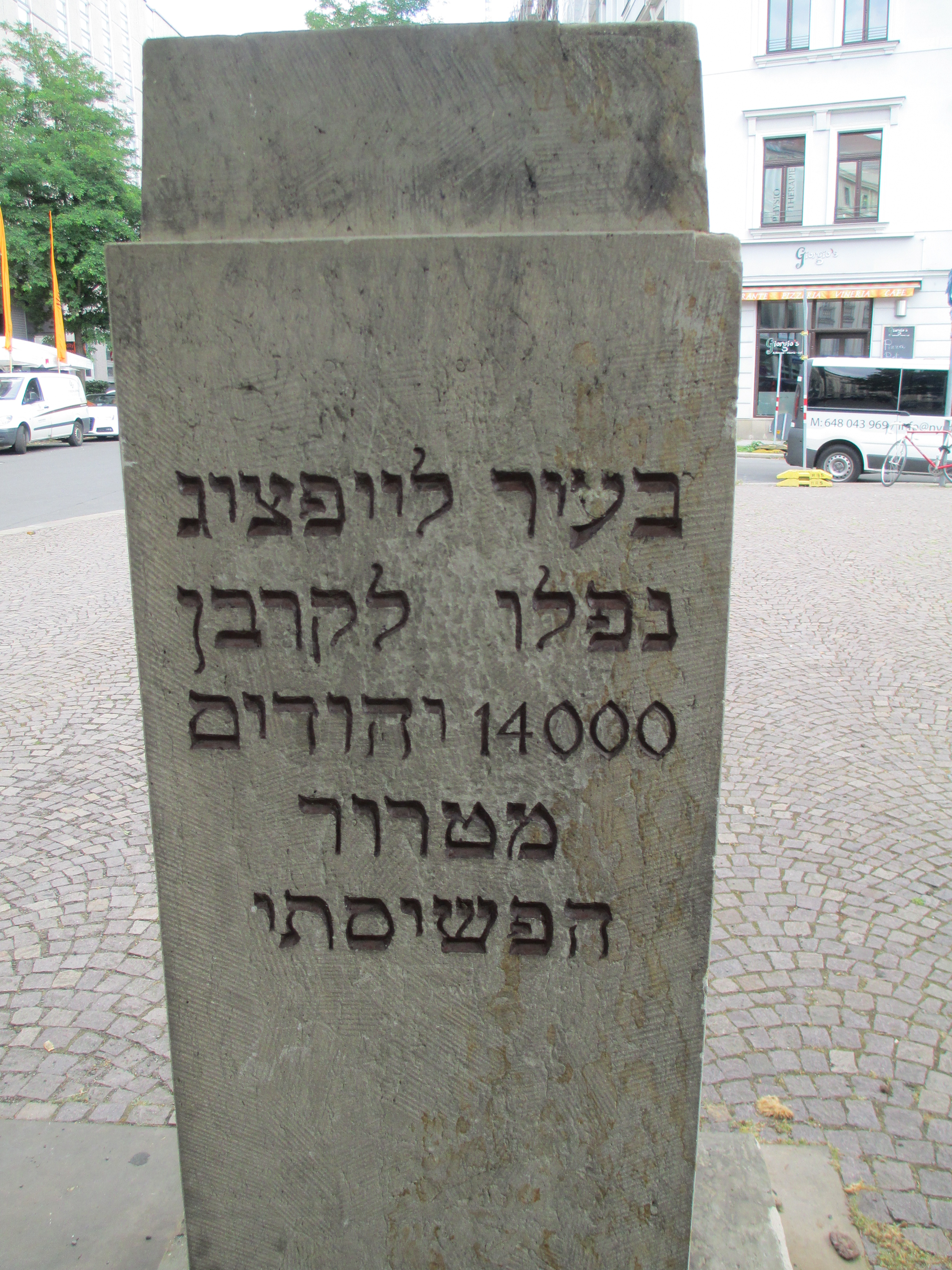
Pierre commémorative en hommage aux 14 000 citoyens juifs assassinés
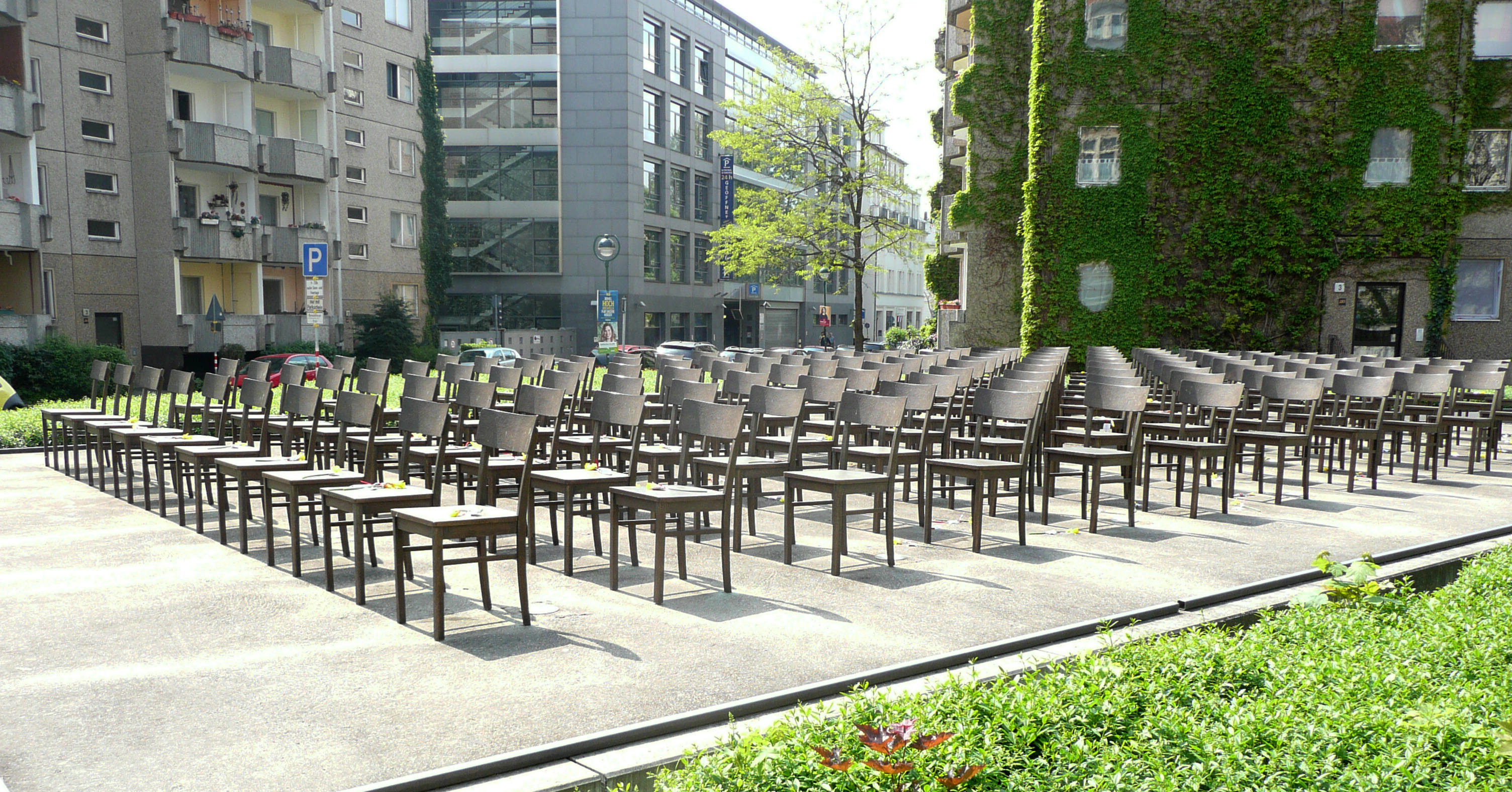
140 chaises en bronze

## Résidents
Le premier appartement de Leipzig du compositeur, chef d'orchestre et maître de chapelle autrichien Gustav Mahler (1860-1911), qui travailla dans la ville de 1886 à 1888, se trouvait au deuxième étage de l'actuelle Gottschedstraße 25 (alors 4) de 1886 jusqu'à la fin de janvier 1887. Walter Ulbricht , qui devint plus tard homme politique et président du Comité central du Parti socialiste unifié d'Allemagne et du Conseil d'État de la RDA , est né en 1893 dans le grenier de la même maison et a passé les sept premières années de sa vie là-bas. Le 30 juin 1969, à l'occasion de son 76e anniversaire, une plaque commémorative a été dévoilée dans la maison, qui a été retirée par une main inconnue à l'été 1994. Le dernier homme politique et Reichskanzler Gustav Stresemann a également déménagé vers 1899 dans la Gottschedstraße 25 en tant qu'étudiant à l' Université de Leipzig.
Le chantre , compositeur et professeur de religion Albert Weill a vécu de 1920 à 1930 au deuxième étage de l'actuelle Gottschedstraße 40 (alors Poniatowskistrasse 12),. De juin à décembre 1920, son fils, le compositeur Kurt Weill (1900–1950), y vécut également. Joachim Ringelnatz (1883-1934) et sa famille ont également vécu dans cette maison de 1894 à 1900.